# کیم وکسلر
کیمبرلی وکسلر (به انگلیسی: Kimberly Wexler) یک شخصیت خیالی در مجموعه تلویزیونی بهتره با سال تماس بگیری می‌باشد. ری سیهورن ایفاگر نقش اوست و وینس گیلیگان و پتر گولد خالق این شخصیت هستند. او یک وکیل است و با سال گودمن رابطه‌ای عاشقانه دارد که به ازدواج این دو می‌انجامد. شخصیت پردازی کیم و بازی سیهورن مورد تحسین جهانی منتقدان و تماشاگران قرار گرفته است و از او به عنوان یکی از بهترین شخصیت‌های تلویزیونی یاد می‌شود که تاکنون ساخته شده است.

## ایده اولیه شخصیت پردازی

رئا سیهورن در حال سخنرانی در کامیک-کان بین‌المللی سن دیگو ۲۰۱۸ در سن دیگو، کالیفرنیا.

وینس گیلیگان و پیتر گولد، مجریان برنامه، موقع نوشتن فیلمنامه قسمت اول سریال بهتره با ساول تماس بگیری، شخصیت کیم را وارد داستان کردند، اما به دلیل اینکه او یک شخصیت جدید در دنیای بریکینگ بد است، به خصوص در رابطه با جیمی مک گیل / سائول گودمن یا مایک ارمانترات، آنها هنوز برنامه‌ای برای داستانش نداشتند. گیلیگان گفت که نویسندگان کیم را به‌عنوان «شاید یک علاقه عشقی در زمان گذشته، یا علاقه عشقی در آینده» نوشتند و احتمالاً بعداً از زندگی جیمی خارج می‌شود. او در اصل برای جیمی «معتدل کننده» بود، اما نویسندگان ایده‌های کمی در مورد اینکه کجا شخصیت او را می‌خواهند ببرند داشتند. ریا سیهورن در آوریل ۲۰۱۴ حدود ۲ ماه قبل از فیلمبرداری قسمت اول تست بازیگری داد و این نقش را دریافت کرد. به گفته مدیر بازیگران شارون بیالی، آنها از دو صحنه جعلی برای مخفی نگه داشتن این پروژه پرمخاطب استفاده کردند، و زمانی که سیهورن تست بازیگری داد و آن‌ها را در هر دو صحنه تحت تأثیر قرار داد، به مرحله بعدی رفتند و هدف واقعی تست را توضیح دادند. ریا سیهورن توانست با یک برداشت خودش را با این تغییر در نقش کیم وفق دهد.
قسمت اول دو صحنه با کیم داشت، یکی شامل مشاوره او با جیمی پس از اینکه هاوارد هملین او را توبیخ می‌کند. در این صحنه همان‌طور که در فیلمنامه نوشته شد نقش کمی داشت، اما سیهورن هنگام آماده شدن برای صحنه، نکات ظریفی را به صحنه اضافه کرد که نشان می‌داد جیمی را از نزدیک می‌شناسد، او مرز بندی‌هایی دارد، و عادت دارد اشتباهات جیمی را رفع و رجوع کند. او همچنین از این صحنه احساس کرد که کیم ترجیح می‌دهد قبل از صحبت کردن گوش کند و از آن به عنوان موقعیت قدرت استفاده کند. نویسندگان دیدند که سیهورن چگونه صحنه را بازی می‌کند و متوجه شدند که چقدر بیشتر شخصیت را در آینده مشخص می‌کند، کسی که کار را در اولویت قرار می‌دهد و برای رابطه‌اش با جیمی مرزهایی قائل می‌شود اما همچنان به او اهمیت می‌دهد. گیلیگان همان اجرای سیهورن را برای پیشرفت شخصیت کیم ضروری دید. سیهورن قبلاً به این فکر رسیده بود که کیم از مشارکت با جیمی در موقعیت‌های بد و منفی لذت می‌برد، واقعیتی که در فیلمنامه قسمت چهارم فصل اول پایه‌گذاری شد، اما سیهورن هنوز آن را ندیده بود. سیهورن توانست از لبخندهای بسیار ظریفی برای نشان دادن قدردانی کیم از جیمی در آن قسمت استفاده کند، که گولد گفت: «طوری که نقش رو بازی کرد انقدر درست بود که به ما حس قوی نسبت به اینکه شخصیت رو تاکجا ببریم داد.»
با این تغییر، نویسندگان دیدند که شخصیت کیم دیگر آن‌طور که برنامه‌ریزی شده بود اخلاقی نیست و جنبه تاریک‌تری به او دادند که از دوران کودکی‌اش نشات می‌گرفت، چیزی که باعث شد او رویکردهای غیراخلاقی‌تر داشته باشد. به این ترتیب او بعد از کشمکش درونی با مخالفتش، با جیمی در کارهای منفی همکاری می‌کند. گولد این رابطه را اینگونه توصیف می‌کند: «ارتباط عاطفی بین این دو شخصیت یک کشش داشت که شروع به پیچاندن کل داستان کرد.» این قضیه نیز به شدت مسیر تبدیل جیمی به سائول را تغییر داد. در پایان فصل اول، " مارکو " جیمی را نشان می‌دهد که شغل بالقوه‌ای در شرکت حقوقی دیویس و مین که کیم برای او جور کرده است را رد می‌کند. فصل دوم قرار بود با کناره‌گیری کامل جیمی از کار ادامه یابد، اما چون نویسندگان می‌خواستند کیم بیشتر بر اساس نقش آفرینی سیهورن باشد، آن را تغییر دادند تا نشان دهند جیمی به خاطر کیم بازگشته و شغل را پذیرفته است.